# Quirindi
Quirindi (2 609 habitants) est une ville du nord de la Nouvelle-Galles du Sud en Australie.
La ville est traversée par la Kamilaroi Highway qui la relie à Bourke. Elle est reliée par le train (Countrylink) à Sydney qui est située à 346 km au sud-est de la ville. La ville dispose d'un aérodrome situé à l'ouest de la commune.
L'économie de la région est basée sur la culture des céréales et l'élevage des bovins.